# Elisenda Fábregas

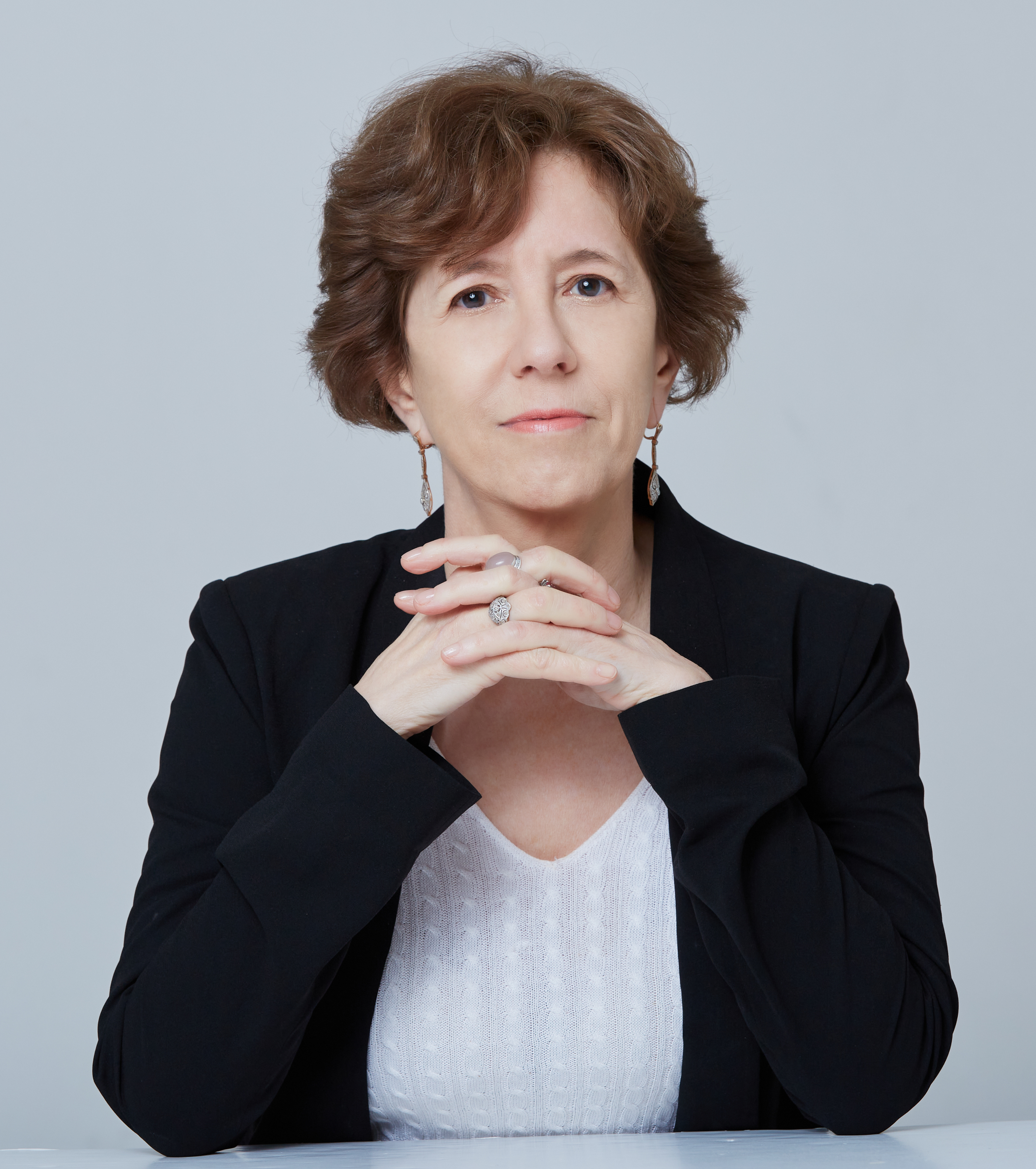
Elisenda Fábregas (2021)

Elisenda Fábregas (* 1955 in Terrassa/Provinz Barcelona) ist eine spanische Pianistin und Komponistin.

## Leben
Elisenda Fábregas studierte bis 1978 Klavier am Konservatorium von Barcelona. 1978 kam sie als Fulbright-Stipendiatin an die Juilliard School of Music, wo Beveridge Webster, Joseff Raieff und Samuel Sanders zu ihren Lehrern zählten. Nach dem Abschluss 1983 absolvierte sie ein Dissertationsstudium am Columbia University Teachers College. Ihre ersten Kompositionen entstanden 1985 für die Choreographen Jerome Robbins, Hector Zaraspe, Janet Soares und Anna Sokolow. 1986 beauftragte sie die Spanish Dance Company von Maria Benitez mit der Komposition des Stückes Reflexiones, das am Kennedy Center for the Performing Arts 
in Washington uraufgeführt und dann am Joyce Theatre in New York und weiteren Häusern in den USA, Kanada und Europa gespielt wurde.
Weitere Kompositionsaufträge erhielt Fábregas u. a. vom  Orchestra of Santa Fe, den Dale Warland Singers, der Texas Music Teachers Association und zahlreichen Kammermusikensembles und Solisten. Für die Andrew Gurwitz Memorial Commission komponierte sie Mirage, das bei der Aufführung bei der San Antonio International Competition 1997 durch Roger Wright als bestes Auftragswerk ausgezeichnet wurde. In der New Yorker Mercin Hall spielte das Stück 1998 die Gewinnerin der Goldmedaille beim  San Antonio International Piano Competition, Mi-Jung Im. Bei der Music Teachers National Association Convention in Washington 2001 wurde sie mit dem Shepherd Distinguished Composer of the Year Award für das Klavierwerk Portraits I ausgezeichnet, das zur Preisverleihung von Roger Wright
gespielt wurde.
Als Pianistin trat Fábregas in Spanien, England, Korea, Japan, China, Taiwan und den USA auf. Sie gab Konzerte u. a. in der Alice Tully Hall, der Merkin Concert Hall, der Carnegie Hall, am Joyce Theater in New York, dem Kennedy Center for the Performing Arts in Washington, dem Place Theater in London, dem Palau de la Musica Catalana in Barcelona und beim Manuel de Falla International Festival in Granada.

## Werke
- Five Songs (Gedichte von Federico García Lorca) für Sopran und Klavier, 1986
- Variaciones para Orquesta, 1990
- Five Poems of García Lorca für Sopran, Cello, Klarinette und Violine, 1992
- Sonata No. 1 für Violine und Klavier, 1994
- Sonata No. 2 für Violine und Klavier, 1995
- Andante Appassionato für Flöte solo, 1996
- Sonata No. 1 für Flöte und Klavier, 1996
- Mirage für Klavier, 1997
- Lyric scenes for the young für Klavier, 1999
- Portraits II für Klarinette, Violine, Cello und Klavier, 1999
- Cinco Soledades (Gedichte von Antonio Machado) für Bassbariton und Klavier, 1999–2004
- Portraits I für Klavier, 2000
- Winged serpent für Klarinette und Klavier, 2001
- Bonna Domna für Streichorchester und Chor, 2001–04
- Album for the Young für Klavier, 2002
- Five musings für Sopran und Klavier, 2002
- Village Scenes für Sopran und Klavier, 2002
- Voces de mi tierra für Flöte, Cello und Klavier, 2003
- Miniatures for the Young für Klavier, 2004
- Moments of change für Mezzosopran und Klavier, 2004–05
- Hommage a Mozart für Klavier, 2005
- Moments of change (Gedichte von Margaret Atwood) für Sopran und Klavier, 2005
- Colores Andaluces für Cello und Klavier, 2006
- Homenaje a Mompou für Klavier, 2007
- The Flaming Rock (La Roca llameante) für gemischten Chor und Streichquartett, 2007
- Tu i els meus somnis (Gedichte von Josep Janes) für Mezzosopran und Klavier, 2007
- Goyescas für Flöte und Gitarre, 2008
- Voices of the Rainforest für Flöte, Cello und Klavier, 2008
- Gacelas de amor (Gedichte von Federico Garcia Lorca) für Sopran, Flöte und Klavier, 2009